# Bloods
Bloods är ett kriminellt gatugäng som är aktivt i Los Angeles i Kalifornien. Bloods startade som en politisk organisation som skydd för områden med svarta invånare.[källa behövs] Medlemmar av gänget identifierar sig med rödfärgade kläder, samt sin gängsymbol, där man med händerna bildar ordet "blood". Bloods är en samling av ett flertal gäng (så kallade "sets" eller "trays") som alla identifierar sig med samma färger på kläder och genom samarbete. Sedan starten har Bloods spridit sig från Los Angeles till andra delar av USA, till exempel New York. De har även spridit sig till europeiska länder, främst Nederländerna.

## Historia
Bloods-gängets historia kan spåras till det tidiga 1970-talet, då gänget Crips spred sig i Los Angeles. Ett antal gäng, särskilt de runt Piru Street, vägrade att gå med i Crips och valde istället att gå samman till det som kom att bli Bloods. De olika gängen som ingick i Bloods fortsatte att vara självständiga, vilket ledde till ett antal interna konflikter. Så småningom kom gängen att anta namnet Bloods och valde att signalera sin tillhörighet med färgen röd, som en kontrast mot Crips blå färg. Så småningom utvecklade man även särskilda handgester och andra gängsymboler som tatueringar för att särskilja sig från andra gäng, bland annat en tatuering i form av en hundtass. Medlemmar kunde även märkas med tre O:n som brändes in genom att använda en upphettad gevärspipa.

## Bloods och Hip-Hop
Ett flertal populära rappare hävdar att de varit inblandade i Bloods eller använder spekulation angående sina kopplingar till gäng för att få uppmärksamhet i media. The Game och Coolio har sagt att de var inblandade i gängkulturen.
Efter att skivbolaget Death Row Records VD Suge Knight anställt Bloods-medlemmar har det i media spekulerats om att skivbolaget har kopplingar till det kriminella gänget. Rapparen och producenten DJ Quik, som kommer från Los Angeles-stadsdelen Compton, har pratat om att han har växt upp som gängmedlem i "Tree Top Piru". 1993 grundade producenten Ron "Ronnie Ron" Phillips en grupp vid namn Damu Ridas, som samma år släppte sitt debutalbum Bangin' on Wax tillsammans med Nationwide Rip Ridaz (Crips) under namnet Bloods & Crips, där Damu Ridas bland annat rappar om att de är gängmedlemmar i "Denver Lane Bloods" och hur de ska döda Crips.[källa behövs]